# Vladimir Grbić

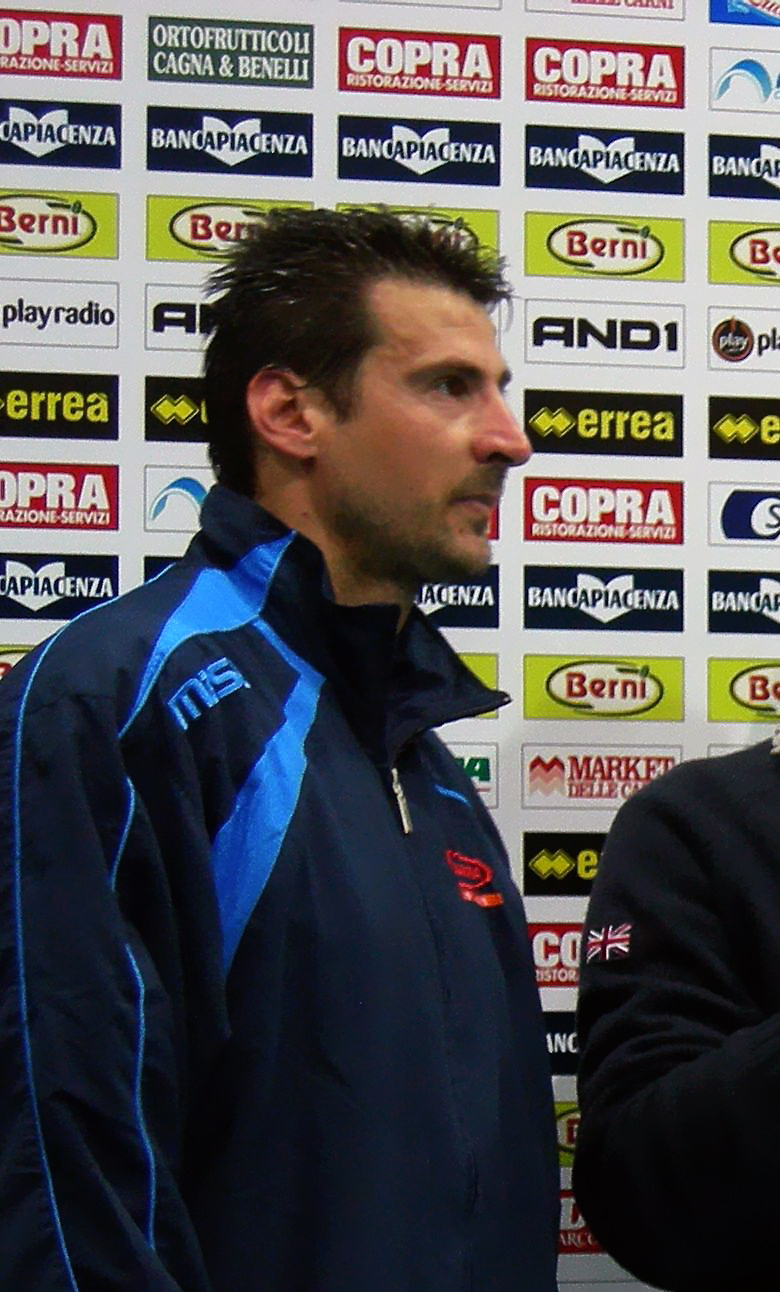
Vladimir Grbić (2007)

Vladimir Grbić (serbisch-kyrillisch Владимир Грбић; * 14. Dezember 1970 in Zrenjanin) ist ein ehemaliger serbischer Volleyballspieler. Er ist 193 cm groß und der Bruder von Nikola Grbić, der ebenfalls für die serbische Nationalmannschaft gespielt hat. Vladimir Grbić galt Ende der 1990er Jahre als der weltbeste Spieler auf der Position Annahme/Außenangriff. Vor dem Ende seiner Karriere 2009 war er zuletzt bei den Vereinen Latina Volley (Italien) und Fenerbahçe SK (Türkei) aktiv.
Mit der serbischen Nationalmannschaft gewann er 2000 die Goldmedaille bei den Olympischen Spielen in Sydney und die Bronzemedaille im Jahre 1996 in Atlanta. Seine internationalen Siege schließen eine Silbermedaille bei der Weltmeisterschaft 1998, eine Silbermedaille bei der Europameisterschaft 1997 in Holland und eine Goldmedaille bei der Europameisterschaft 2001 in Tschechien mit ein.
|                  |              |                   |
| Gold- medaille   | 2000 Sydney  | Herren Volleyball |
| Bronze- medaille | 1996 Atlanta | Herren Volleyball |

## Vereine
| Verein              | Land        | Von       | Bis       |
| HAOK Mladost Zagreb | Jugoslawien | 1990–1991 | 1990–1991 |
| Vojvodina Novi Sad  | Jugoslawien | 1991–1992 | 1991–1992 |
| Padova              | Italien     | 1992–1993 | 1994–1995 |
| Cuneo               | Italien     | 1995–1996 | 1996–1997 |
| Suzano São Paulo    | Brasilien   | 1997–1998 | 1997–1998 |
| Piaggio Roma        | Italien     | 1998–1999 | 2000–2001 |
| VK Dynamo Moskau    | Russland    | 2003–2004 | 2003–2004 |
| Latina Volley       | Italien     | 2004–2005 | 2006–2007 |
| Fenerbahçe Istanbul | Türkei      | 2007–2008 | 2008–2009 |

| Personendaten    | Personendaten                |
| ---------------- | ---------------------------- |
| NAME             | Grbić, Vladimir              |
| ALTERNATIVNAMEN  | Владимир Грбић (kyrillisch)  |
| KURZBESCHREIBUNG | serbischer Volleyballspieler |
| GEBURTSDATUM     | 14. Dezember 1970            |
| GEBURTSORT       | Zrenjanin                    |